# X̃
Cette page contient des caractères spéciaux ou non latins. S’ils s’affichent mal (▯, ?, etc.), consultez la page d’aide Unicode.
X̃ (minuscule : x̃), appelé X tilde, est un graphème utilisé dans l’écriture du babm (en) et las romanisations des langues nakho-daghestaniennes: agul, akhvakh, avar, karata, kubachi, tabassaran. Il s'agit de la lettre X diacritée d'un tilde.

## Représentations informatiques
Le X tilde peut être représenté avec les caractères Unicode suivants :
- décomposé (latin de base, diacritiques)[1],[2] :

| formes    | représentations | chaînes de caractères | points de code | descriptions                                |
| --------- | --------------- | --------------------- | -------------- | ------------------------------------------- |
| capitale  | X̃               | X◌̃                    | U+0058 U+0303  | lettre majuscule latine x diacritique tilde |
| minuscule | x̃               | x◌̃                    | U+0078 U+0303  | lettre minuscule latine x diacritique tilde |